# 石坂正信
石坂 正信（いしざか まさのぶ、1860年11月17日（万延元年10月5日） - 1934年（昭和9年）11月9日）は明治から昭和時代前期の教育者。

## 生涯

### 初期
1860年（万延元年）、江戸牛込矢来町に生まれる。1872年（明治5年）から1877年（明治10年）まで広瀬青邨の塾で漢学を学び、1878年（明治11年）から1879年（明治12年）まで共立学校で英語、数学を学び、1879年（明治12年）から1880年（明治13年）まで東京大学予備門にて学ぶ。 1880年（明治13年）9月には横浜の美會神学校普通科に入学する。 

### キリスト教入信
1882年（明治15年）9月、同校が東京英学校と合同して東京に移転したことを機に上京する。1883年（明治16年）のリバイバルでキリスト教を信じるようになり、メソジスト派のジュリアス・ソーパー宣教師から洗礼を受ける。同年、東京英学校が東京英和学校に改称すると、同校の講師となり、1886年（明治19年）には同校の幹事に就任する。
1889年（明治22年）アメリカに留学しアルビオン大学（英語: Albion College）、ジョンズ・ホプキンズ大学で歴史学、経済学を専攻し、哲学博士の学位を取得して1894年（明治27年）に帰国する。

### 青山学院院長時代
東京英和学校が青山学院と改称される。石坂は引き続き青山学院の教鞭をとり、中等科と高等科の科長を勤める。1921年（大正10年）1月、急死した高木壬太郎院長の後を継いで、第5代青山学院院長（院長事務取扱）に就任する。
1923年（大正12年）の関東大震災の時は、青山学院のレンガ建ての建築物や神学部時計台が被害を受ける。当時の中学部長であった阿部義宗（後の第6代院長）とともに被災者の救済活動を行った。石坂はアメリカに渡りメソジスト監督教会による募金活動をアピールした。その結果アメリカから送られた募金により、青山学院の復興と再建を成し遂げる。再建を契機に、前院長高木壬太郎が計画していた青山学院と青山女学院の合同計画を実現させる。
1933年（昭和8年）に院長を引退して、阿部義宗に院長を引継ぎ、本人は名誉院長となる。1934年（昭和9年）11月9日、74歳で死去する。11月12日、青山学院の大講堂において告別式が行われる。